# Аритцо
Ари́тцо (итал. Aritzo) — коммуна в Италии, расположена в области Сардиния, подчиняется административному центру Нуоро.
Население коммуны, на 01.01.2024 года, составляет 1221 человек, плотность населения ─ 16,23 чел./км². Коммуна занимает площадь 75,23 км². 
Почтовый индекс — 08031. Телефонный код — 00784.
Покровителем коммуны почитается святой архангел Михаил, празднование 8 мая.

## Демография
Динамика населения:

## Климат
Согласно климатической классификации итальянских муниципалитетов, Аритцо входит в климатическую зону E, количество градусо-дней составляет 2225.

## Администрация коммуны
Главой коммуны является мэр Паоло Фонтана (итал. Paolo Fontana), с 11 октября 2021 года.
Муниципалитет Аритцо входит в движение «Соглашение мэров», а также в Ассоциацию «Аутентичные местечки Италии» (итал. Borghi Autentici d'Italia).